# Міхаель Баур
Міхаель Баур (нім. Michael Baur, нар. 16 квітня 1969, Інсбрук) — австрійський футболіст, що грав на позиції захисника. По завершенні ігрової кар'єри — футбольний тренер.
Виступав, зокрема, за «Тіроль», а також національну збірну Австрії.

## Клубна кар'єра
Народився 16 квітня 1969 року в місті Інсбрук. Вихованець футбольної школи клубу «Інсбрук» з рідного міста.
У дорослому футболі дебютував 1989 року виступами за «Сваровскі-Тіроль», в якій провів три сезони, взявши участь у 91 матчі чемпіонату. За цей час виборов титул чемпіона Австрії.
У 1992 році, після розформування «Сваровскі-Тіроля», став гравцем «Ваккера» (Інсбрук), з яким в тому ж сезоні виграв кубок Австрії, проте влітку ліцензія команди була передана новоствореному клубу «Тіроль», куди перейшов і Баур, вигравши в подальшому з командою три чемпіонські титули.
У 1997 році Баур зіграв два матчі за японський клуб «Урава Ред Даймондс», після чого повернувся в «Тіроль», де грав до 2002 року, поки клуб також не було розформовано.
У 2002 році Міхаель перейшов у німецький «Гамбург», але провів там лише один сезон, так і не закріпившись у Бундеслізі і у 34 роки, повернувся в Австрію, підписавши контракт з клубом «АСКО Пашинг», де виступав до ліквідації клубу у 2007 році.
Завершив професійну ігрову кар'єру у клубі ЛАСК (Лінц), за команду якого виступав протягом 2007—2009 років.

## Виступи за збірну
1990 року дебютував в офіційних іграх у складі національної збірної Австрії в товариському матчі зі збірною НІдерландів, вийшовши на заміну замість Курта Русса.
У складі збірної був учасником чемпіонату світу 1990 року в Італії, однак на турнірі не провів жодної гри.
Останню зустріч за збірну Міхаель зіграв у 2002 році у відбірковому турнірі до Євро-2004 також проти голландців. Всього протягом кар'єри у національній команді провів у формі головної команди країни 40 матчів, забивши 5 голів.

## Кар'єра тренера
З жовтня 2010 року по березень 2011 року Баур працював у клубі ЛАСК (Лінц) асистентом спочатку Гельмута Крафта (до листопада 2010 року), а потім Герга Заллгофера (з листопада 2010 року по березень 2011 року).
У другій половині 2011 року був асистентом Андреаса Герцога у молодіжній збірній Австрії.
21 грудня 2011 рік став головним тренером клубу «Аніф» (з 2012 року — «Ліферінг») (Регіональна ліга Захід), де працював до 2014 року.
7 травня 2014 року очолив клуб австрійської бундесліги «Гредіг», де пропрацював один сезон і був звільнений у червні 2015 року.

## Титули і досягнення
- Чемпіон Австрії (4):

«Сваровскі-Тіроль»: 1989–90
«Тіроль»: 1999–00, 2000–01, 2001–02
- Володар Кубка Австрії (1):

«Ваккер» (Інсбрук): 1992–93

## Цікаві факти
- Футболіст протягом кар'єри змушений був чотири рази покидати клуб через його розформування: 1992 року — «Сваровскі-Тіроль», 1993 року — «Ваккер» (Інсбрук), 2002 року — «Тіроль» та 2007 року — «АСКО Пашинг».